# Radioactive (Imagine Dragons)
Radioactive è un singolo del gruppo musicale statunitense Imagine Dragons, pubblicato il 29 ottobre 2012 come primo estratto dal primo album in studio Night Visions.
Radioactive ha ricevuto tre nomination ai Grammy Awards 2014 per la registrazione dell'anno, la miglior canzone rock e la miglior performance rock, quest'ultima successivamente vinta.
Il brano è il singolo rock ad aver venduto più copie digitali negli Stati Uniti in assoluto, risultando il primo a superare la soglia dei 7 milioni, e fino al 2021 è stato il singolo a essere rimasto per più settimane nella Billboard Hot 100, con 87 settimane di permanenza nella classifica, poi battuto da Blinding Lights di The Weeknd. Nell'estate 2015 raggiunge la certificazione di disco di diamante negli Stati Uniti con oltre 10 milioni unità vendute.

## Descrizione
Radioactive è stato scritto dagli stessi Imagine Dragons assieme al produttore Alex da Kid ed è stato originariamente nel loro quarto EP Continued Silence EP. Si tratta di uno dei brani di Night Visions a presentare influenze più elettroniche (con elementi di musica pop, rock e dubstep) ed è caratterizzato da potenti vocalizzi da parte del cantante Dan Reynolds. La versione in studio è scritta in chiave di Si minore. Sebbene la band non abbia mai esternato visioni religiose, la critica musicale di NPR Ann Powers ha commentato che la canzone è permeata da «un immaginario religioso o comunque spirituale». Il frontman della band Dan Reynolds ha dichiarato:

## Utilizzo nei media
La canzone è stata usata all'interno del videogioco di basket NBA 2K14 e come sottofondo negli spot commerciali della Ubisoft per la promozione del videogioco Assassin's Creed III permettendo al gruppo di farsi conoscere a livello mondiale.
È stata anche utilizzata nella colonna sonora nel film The Host, in un episodio della prima stagione della serie televisiva Arrow nel 2012, nell'episodio Una strana coppia della serie Hawaii Five-0, nella sesta stagione di True Blood nell'ultimo episodio La nuova vita (Radioactive) e nelle prime puntate della prima stagione di The 100.

## Video musicale
Il video musicale, diretto da Syndrome, è stato pubblicato il 10 dicembre 2012 e ha come protagonisti gli attori Lou Diamond Phillips e Alexandra Daddario. I pupazzi e la regia della parte che li riguarda sono opera di Paul Andrejco, Puppet Heap.
Il video comincia con una ragazza che cammina in un giardino per raggiungere una villa. Intanto il gruppo è rinchiuso all'interno di una cella di una prigione, nella quale suona. Sopra alcuni uomini lanciano dei dollari, e poi abbassando l'inquadratura si capisce perché: un pupazzo sta combattendo contro un altro pupazzo, che poi lo divora. Entra in campo un altro pupazzo, che si tira indietro: cade in una botola dove atterra nella cella dove suona la band. La ragazza intanto si è intrufolata nella casa con un pupazzo, che mette nel campo. Però il pupazzo possiede dei poteri speciali con cui sconfigge il pupazzo campione, e minaccia il capo entrato nel campo. Lui impaurito cade nella botola, dove poi la ragazza con una chiave al collo entra e libera il gruppo aprendo la cella.

## Accoglienza
Radioactive ha ricevuto recensioni molto positive da parte della critica specializzata. Anne Erickson di Audio Ink Radio la definì «accattivante [ed] emozionante», dichiarando che la «drammaticità» e l'«euforia» della canzone rendono Radioactive un pezzo appetibile tanto per i fan del pop che per quelli dell'hard rock. AbsolutePunk recensì la versione acustica del brano, scrivendo che «ti avvinghia», e definendo il ritornello «ipnotico». Dara Hickey di Unreality Shout la definì «il momento più oscuro» dell'intero disco, e apprezzò come riuscisse a forgiare un sound che «non decolla mai ma ti spinge ad alzare le mani al cielo». IGN definì la canzone «bizzarramente intensa e mordente», scrivendo che Radioactive è «forse il miglior biglietto da visita possibile per gli Imagine Dragons».
Crave Online ha definito il brano un «primo battito vitale», scrivendo che si tratta di una canzone che «sensualizza il corteggiamento silenzioso con una strofa "ci siamo, l'apocalisse" e un ritornello trionfale, con non poche sfumature di hip hop a livello di produzione», e «pronta per le radio». Our Vinyl ha scritto «La forza straordinaria del brano risiede nelle sue possenti parti alla batteria, un approccio elettronico più marcato che nel resto dell'album e parti vocali potenti e graffianti del front-man Dan Reynolds che sono poi distribuite per tutto l'album». La rivista Billboard la definì la «hit rock dell'estate» 2013, mentre Rolling Stone la definì «il più grande successo rock dell'anno».

## Tracce
Download digitale
1. Radioactive – 3:07

CD promozionale (Regno Unito)
1. Radioactive – 3:07
2. Radioactive (Instrumental) – 3:07

CD singolo (Europa)
1. Radioactive – 3:07
2. It's Time (Bastille Remix) – 3:30

## Successo commerciale
Radioactive fece il suo debutto alla posizione numero 96 della statunitense Billboard Hot 100 in concomitanza con la pubblicazione di Night Visions nel settembre 2012, rimanendo per molto tempo in fondo alla classifica. Nell'aprile 2013 la canzone arrivò alla numero 7 negli Stati Uniti, superando il singolo "It's Time". A giugno il singolo arrivò alla numero 4, infrangendo il record di brano con la più lenta ascesa di sempre alla top 5 statunitense, battendo i Florida Georgia Line con "Cruise". Due settimane più tardi, la canzone raggiunge il suo apice, alla numero 3. Per ben 23 settimane inoltre è rimasta in vetta alla Billboard Hot Rock Songs chart, infrangendo ogni record. Con 24 settimane detiene anche il record di brano con la più lunga permanenza in vetta alla Billboard Rock Airplay chart.
Si tratta del singolo rock più venduto digitalmente negli Stati Uniti d'America. Sono ben 87 le settimane passate all'interno della Billboard Hot 100, infrangendo il record precedentemente detenuto da Jason Mraz con I'm Yours. Il primato è stato poi battuto da The Weeknd con Blinding Lights nell'agosto 2021. Nel 2013 è stato il terzo singolo più venduto in America con 5 496 000 copie all'attivo in un solo anno. Il singolo tocca la soglia dei 7 milioni di copie digitali negli States nel maggio 2014, diventando il nono singolo più scaricato di sempre nel Paese.
La canzone ha raggiunto la numero 1 in Svezia e varie top 20 in tutto il mondo, tra cui Australia, Canada, Nuova Zelanda e alcuni Paesi europei. Nel Regno Unito il singolo ha raggiunto la posizione numero 12, diventando il piazzamento più alto in classifica fino a quel momento per gli Imagine Dragons nella chart britannica.

## Classifiche

### Classifiche settimanali
| Classifica (2013-14) | Posizione massima |
| -------------------- | ----------------- |
| Australia            | 6                 |
| Austria              | 4                 |
| Belgio (Fiandre)     | 61                |
| Belgio (Vallonia)    | 13                |
| Canada               | 5                 |
| Danimarca            | 6                 |
| Francia              | 28                |
| Germania             | 4                 |
| Irlanda              | 16                |
| Italia               | 11                |
| Lussemburgo          | 3                 |
| Norvegia             | 2                 |
| Nuova Zelanda        | 4                 |
| Paesi Bassi          | 42                |
| Regno Unito          | 12                |
| Spagna               | 22                |
| Stati Uniti          | 3                 |
| Svezia               | 1                 |
| Svizzera             | 5                 |

### Classifiche di fine anno
| Classifica (2013)                | Posizione |
| -------------------------------- | --------- |
| Canada                           | 9         |
| Stati Uniti                      | 3         |
| Stati Uniti (alternative)        | 1         |
| Stati Uniti (rock & alternative) | 1         |
| Classifica (2014)                | Posizione |
| Canada                           | 77        |
| Italia                           | 60        |
| Stati Uniti                      | 57        |
| Stati Uniti (rock & alternative) | 9         |